# Lodewijk Henzen
Lodewijk Henzen (Vlodrop, 14 mei 1843 – Arnhem, 15 mei 1912) was een Nederlands beeldhouwer.

## Leven en werk
Henzen werd geboren als een van de twee zonen van Françiscus Josephus Henzen en Petronella van den Berg. Als vijfjarige jongen werd hij wees en met zijn broer Peter in een katholiek pleeggezin opgevoed. Hij bleek talent te hebben voor beeldhouwen en kreeg zijn opleiding bij Pierre Cuypers, de architect van het Centraal Station en het Rijksmuseum in Amsterdam. Vanaf 1857 was hij in dienst bij het atelier Cuypers-Stoltzenberg. Henzen kon in zeven verschillende steensoorten werken. Hij heeft op verschillende plaatsen in Nederland gewerkt en werkte onder meer mee aan de Sint Jan in 's-Hertogenbosch (1877), werkte mee aan Cuypers' restauratie van de Zutphense Sint Walburgiskerk (ca. 1894-1897) en maakte voor Cuypers gargouilles, consoles en beeldjes op de luchtbogen in de Sint-Eusebiuskerk in Arnhem (1897-1912).
In 1895 maakte hij een Atjehreliëf, naar een ontwerp van Charles van Wijk, dat aanvankelijk was geplaatst in een gevel van de Latijnse school in Zutphen, waar in 1896 een kazerne voor herstellende koloniale militairen was gevestigd. Het gebouw raakte door oorlogshandelingen beschadigd en werd gesloopt. Het reliëf werd in 1970 overgebracht naar Bronbeek en is daar op een laag muurtje geplaatst.
Henzen trouwde in Sint-Truiden, Belgisch Limburg met de toen 19-jarige Cathérine Barbe Philomène Vandenborne (1853-1914). De laatste jaren van hun leven woonden zij in Arnhem, waar Henzen op 15 mei 1912 op 69-jarige leeftijd aan de beroepsziekte silicose is overleden.
- Biografisch Portaal: 69804842
- RKD-Nederlands Instituut voor Kunstgeschiedenis: 346187